# طلسم عشق
طلسم عشق نوعی جادو است که در بسیاری از فرهنگ‌ها در سراسر جهان به عنوان بخشی از باورهای بومی یا مذهبی وجود داشته است. از نظر تاریخی، طلسم عشق بر روی الواح خط میخی از بین‌النهرین، در متون مصر باستان و متون قبطی متأخر، در یونان و روم باستان، در متون سریانی و یهودی، در قرون وسطی اروپا و اوایل دوره مدرن وجود داشته است.
تعریف دقیق اینکه چه چیزی «طلسم عشق» را تشکیل می‌دهد ممکن است دشوار باشد و از محققی به محقق دیگر متفاوت است، اما موضوع مشترکی که بسیاری به اشتراک می‌گذارند، استفاده از جادو برای شروع، حفظ یا از بین بردن یک نوع رابطه برای اهداف صرفاً عاشقانه یا جنسی یا هر دو است. ابزار و روش‌های مورد استفاده در آن تفاوت چندانی با شیوه‌های دیگر جادو ندارد و شامل طلسم‌ها و افسون‌های گفتاری و نوشتاری، عروسک‌ها، طلسم‌ها، تعویذ و آیین‌ها می‌شود.